# Енеида (Котляревски)
Енеида (на украински: Енеїда) е бурлеска поема, базирана на сюжета на поемата със същото име на римския поет Вергилий, написана от И. П. Котляревски като свободна адаптация на поемата на руският писател роден в Санкт Петербург  Н. П. Осипов „ Енеида на Вергилий, обърната отвътре навън“, издадена по-рано през 1791 г. Явява се първото произведение на новата украинска литература, написано на разговорен украински език.
„Енеида“ има допълнителен „Речник на малороссийските думи“, който се являва речник на украински, съдържащ повече от 1000 думи. В речникът се пише на „ярижка“ – фонетична система за писане на украинския език, използвайки непроменена руска азбука.
През 1798 г. в Санкт Петербург, Руската империя са публикувани първите три части на „Енеида“ на Котляревски. Там не е споменат авторът. Същото издание е повторено през 1808 г. Самият Котляревски публикува четири части благодарение на финансова помощ от Семьон Кочубей през 1809 г., като прави редица промени в публикувания преди това текст. Петата и шестата част са написани през първата половина на 1820-те години, а първото пълно издание на Енеида е публикувано през 1842 г. в Харков след смъртта на автора. „Енеида“ е написана в ямбичен тетраметър, 10-редова одическа строфа, възприета в повечето оди на Ломоносов и други поети на класицизма.

## Сюжет
Еней бувъ паробокъ моторный

И хлопець хоть куды козакъ,

На лихо сдався винъ проворный

Завзятѣйший отъ всѣхъ бурлакъ,

Но Греки якъ спаливши Трою,

Зробили зъ неи скирту гною,

Винъ взявши торбу, тягу давъ,

Забравши де-якихъ троянцивь,

Осмаленыхъ, якъ гиря, ланцивъ,

Пятами зъ Трои накивавъ.
След падането на Троя Еней събира другарите си и тръгва на морско пътешествие. Юнона, която не обича Еней, защото той е син на Венера, се обръща към бога на ветровете Еол и го моли да унищожи Еней и целия му отряд. Еол не може да откаже на младата красавица и казва на ветровете да разбунят морето, което те и правят. Но Нептун, по молба на Еней, за немалка по това време сума, успокоява ветровете и морето. В това време Венера отива при Зевс с молба да поеме попечителството над нейния син. Зевс обещава на Венера, че ще изпрати на нейния син щастлива съдба. Благодарение на него Еней след дълги скитания се озовава в град Картаген, където царува Дидона, влюбва се в нея и остава с нея две години. Това не се харесва на бога на небето, гръмотевиците и светкавиците, който управлява целия свят: Зевс. Разгневеният бог изпраща Меркурий, заповядвайки му да раздели влюбената двойка и да убеди Еней да продължи да плава. Еней планира да напусне Дидона тайно, но не успява. Той си тръгва сам след бурна сцена с Дидона, която след неговото заминаване, подпалва огън от тръстика и се хвърля в огъня, където намира смъртта си.
В това време в морето се издига буря. Троянците, спасявайки се, пристигат на сицилианска земя, където са гостоприемно посрещнати от цар Асест. Тук Еней организира задушница (трапеза в чест) на баща си Анхиз. Също има игри, по време на които Дарес влиза в двубой с Ентелей. Ходът на състезанието се наблюдава от боговете на Олимп. Венера моли Зевс да помогне на Дарес, а Бакхус се застъпва за Ентелей. Но Зевс забранява на боговете да се намесват в дуела. Тогава Юнона изпраща Ирис при троянските жени, които троянците не са взели на пиршеството, за да ги посъветва да подпалят троянските кораби, което те и правят. В отчаянието си Еней се моли на боговете и дъжд потушава огъня. По подбуда на Анхиз, който се явява в сън на Еней, троянците си тръгват от Сицилия. Венера отново моли Зевс да изпрати на моряците щастливо пътуване.
Докато троянците пътуват в морето, те пеят украински песни за Сагайдачни и за Сеч. Пристигайки в земята на Кума, Еней среща ужасната Сибила, която му разказва за бъдещата му съдба. С нея героят слиза в ада, чийто образ е описан в третата част на поемата. Харон го пренася през река Стикс. Еней разглежда ада, вижда различни грешници и по време на пътуването се среща с бащата на Дидона и Анхиз, след което отново се качва на морето. Троянците щастливо преминават острова на магьосницата Цирцея, идват в страната на Латин, където изучават латински език. Те молят Латин да ги приеме в страната си. Той устройва празник в тяхна чест и дори се кани да омъжи дъщеря си Лавис за Еней. Юнона обаче не иска да позволи това да се случи и изпраща вещицата Фюри, която насъсква съпругата на Латина Амата и рутулския крал Турна срещу Еней. Избухва война между троянци и латинци. Непосредствената причина е кучето на старата бавачка, убито от троянските кучета по време на лов. Ядосан, Еней отива при Евандер, аркадския крал, за съвет и го моли за помощ. В това време Венера получава ново оръжие за него от Вулкан. Евандер дава на Еней армия, водена от сина му Палас. Започва упорита битка, по време на която Ниш и Евриал показват рицарско майсторство. В битката срещу по-многоброен и силен враг и двамата загиват. Докато се водят упорити битки между войските на Еней и Турн, боговете спорят на Олимп. Палас също умира в битката. Към края на връждата Еней и Турн се срещат в двубой, в който Еней побеждава противника си.

## Речник на украинските думи от Котляревски
Оригиналният текст на творбата на Котляревски е написан на ярижка. По-късните издания се придържат към съвременния нормативен украински правопис. Изследователи приписват текста на „Енеида“ към полтавския диалект на украинския език. Котляревски съставя и „Речник на малороссийските думи“, който се състои от около 1000 думи, които са използвани в произведението и биха могли да бъдат неразбираеми за руския читател.
В украинската лексикография този речник е от голямо значение, тъй като този труд не само позволява да се отделят новите украински думи, появили се през XIX век, от древните думи, които произхождат от староруския език, но Котляревски също установява диалектически разлики между привидно подобни руски и украински думи. Наприммер на украински: дитина, на руски: ребёнок, на български: дете.

## Смисъл на стихотворението
„Енеида“ продължава европейската традиция на ироикокомични преразкази на „Енеида“ на Вергилий, започната във Франция от П. Скарон („Вергилий отвътре навън“). Преразказването е продължено в Австрия от А. Блумауер и по-късно в Русия от руския поет Н. П. Осипов („Енеида на Вергилий, обърната отвътре навън“). По-късно, по модела на „Енеида“ на Котляревски, беларуската книга „Енеида отвътре навън“ на В. П. Ровински е написана.
Въпреки че Котляревски получава идеята и общия план на своята „Енеида“ от Н. П. Осипов, той създава интересна и оригинална творба. Проявява майсторство в искреното народно представяне на цялото произведение и с добавени от него хумористични добавки. И. П. Котляревски успява на основата, възприета от Вергилий, да създаде живи образи на тогавашния украински бит и условия на живот. Писателят пренася сюжетните събития на украинска земя. Еней и неговите другари се представят пред читателите като кошев атаман и неговите запорожки казаци.
В укаински стил са описани нравът, поведението, езикът, обичаите, облеклото и оръжията на Еней и неговите другари. Във фигурите на олимпийските богове е лесно да се разпознаят украинските земевладелци с техния буен нрав и недостатъци. „Енеида“ на Котляревски съдържа богат етнографски материал: описания на народното облекло, храна, празници, игри, танци, музика, песни, домашно обзавеждане, народни обичаи, обреди, вечерни събирания, вярвания, гадания, погребения, помени и др. Всичко това придава на творчеството му ярък национален украински вкус. Авторът нарочно използва древни думи, и дори, възможно, измисля такива (например „джерегели“).
Книгата бързо се разпространява в цяла днешна Украйна в множество списъци, заедно с допълнения от читатели. Също така части от „Енеида“ са цитирани от Гогол във „Вечери в селцето край Диканка“.

## Екранна адаптация
През 1969 г. по случай 200-годишнината на И. Котляревски е издаден анимационният филм „Приключенията на казака Еней“.
През 1991 г. въз основа на произведението е създаден украинският анимационен филм „Енеида“ (на украински: Енеїда).

## На български език
- Котляревски, Иван. Енеида.   София, Народна култура, 1987. с. 288.

## Галерия
- Възпоменателна монета на Националната банка на Украйна, посветена на 200-годишнината от „Енеида“ от И. П. Котляревски
- Пощенска марка на Украйна, посветена на „Енеида“ (2016)
- Първата строфа на „Енеида“ на Осипов и „Енеида“ на Котляревски
- Обложка на „Енеида“ на И. П. Котляревски от 1968 година. Художник А. Д. Базилевич.